# Dang Jinhu
Dang Jinhu ist ein chinesischer Poolbillardspieler.

## Karriere
2007 schied Dang mit nur einem Sieg in der Vorrunde der 9-Ball-WM. Bei der 10-Ball-WM ein Jahr später blieb er in der Vorrunde sieglos. Bei der Asian 9-Ball-Tour erreichte er 2008 einmal den 17. Platz.
Im Juni 2009 belegte Dang den 33. Platz bei den China Open. Bei der 10-Ball-WM 2009 erreichte er die Runde der letzten 32, verlor dort jedoch gegen den Schweden Marcus Chamat mit 7:9.
Bei der 9-Ball-WM 2010 erreichte er ebenfalls das Sechzehntelfinale. Er unterlag dort dem Philippiner Ronato Alcano mit 7:11. Er hatte dabei erstmals die Finalrunde der 9-Ball-WM erreicht.
Im April 2011 wurde Dang Jinhu bei den Beijing Open Neunter. Bei der 10-Ball-WM schied er, wie bereits zwei Jahre zuvor, in der Runde der letzten 32 aus. Bei den China Open im Juni 2011 belegte Dang den 33. Platz, ebenso bei der 9-Ball-WM. In der Runde der letzten 64 verlor dabei gegen den Engländer Darren Appleton mit 6:11.
Bei den China Open 2012 wurde Dang Neunter. Im Oktober 2012 erreichte er zudem sein bislang bestes Ergebnis bei den US Open 9-Ball, den 17. Platz.
Im Mai 2013 belegte Dang bei den China Open den 13. Platz. Im Juli wurde er Siebter bei den US Open im 10-Ball. Im 8-Ball belegte er bei den US Open den 17. Platz. Bei der 9-Ball-WM im Juni 2014 erreichte Dang das Sechzehntelfinale, verlor dieses aber gegen den Amerikaner Shane van Boening mit 4:11. Bei der 9-Ball-WM 2015 schied er in der Runde der letzten 64 gegen Francisco Díaz-Pizarro aus.
Dang Jinhu nahm bislang einmal am World Cup of Pool teil. Dabei erreichte er 2014 mit Doppel-Partner Wang Can das Viertelfinale, das aber gegen Österreich (Albin Ouschan und Mario He) verloren wurde.
Mit der chinesischen Nationalmannschaft nahm er bislang dreimal an der Team-Weltmeisterschaft teil.
2010 schied diese im Viertelfinale im shoot-out gegen den späteren Weltmeister Großbritannien aus. 2012 folgte mit der zweiten Mannschaft das Halbfinalaus im shoot-out gegen den späteren Vizeweltmeister Japan. 2014 wurde er mit der zweiten Mannschaft im Finale gegen die Philippinen Weltmeister.